# Thanatus meronensis
Thanatus meronensis là một loài nhện trong họ Philodromidae.
Loài này thuộc chi Thanatus. Thanatus meronensis được Gershom Levy miêu tả năm 1977.